# QR-facture

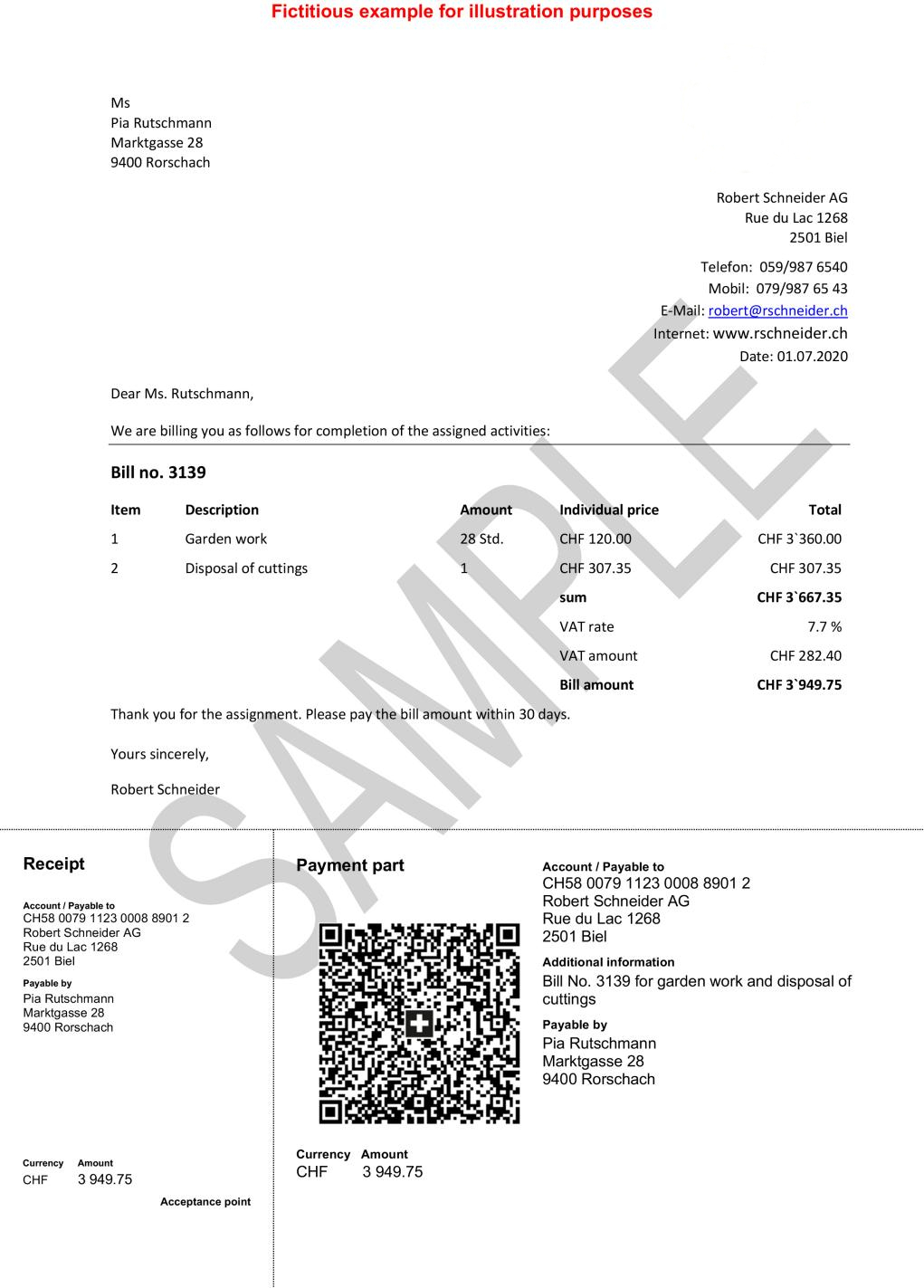
Exemple de QR-facture

La QR-facture (en allemand : QR-Rechnung, en italien : QR-fattura, en anglais : QR-bill) est un type de bulletin utilisé en Suisse pour les paiements depuis le 30 juin 2020. Elle remplace progressivement, jusqu'au 30 septembre 2022, les anciens bulletins de versement rouges et oranges, devenant obligatoire pour tous les paiements dès le 1er octobre 2022.
Associée à eBill, standard suisse des factures entièrement numériques, la QR-facture vise à simplifier, numériser et automatiser le trafic des paiements.

## Composition
La QR-facture peut être imprimée en bas d'une facture ou être une feuille séparée. Elle mesure au total 210 mm × 105 mm (DIN long) avec une section de paiement détachable au format DIN A6 paysage (148 mm × 105 mm).
Cette section contient :
- IBAN ou QR-IBAN du bénéficiaire
- Nom et adresse du bénéficiaire
- Montant et devise (CHF ou EUR)
- Référence structurée (QR-référence ou ISO 11649)
- Champ libre de 140 caractères pour informations complémentaires

Contrairement aux anciens bulletins, elle n'accepte plus les annotations manuscrites.

### QR-Code
Le Swiss QR Code suit la norme ISO 18004 avec correction d'erreur M (15 %). Il mesure 46 mm × 46 mm avec une marge de 5 mm et une croix suisse distinctive au centre.

## Paiement et réception
Les paiements peuvent être effectués via e-banking (scan du code), au guichet postal ou par courrier en envoyant la partie détachable à la banque. Les paiements physiques peuvent entraîner des frais additionnels facturés par la banque ou la poste.

### Limitations et usage international
La QR-facture est principalement conçue pour les paiements domestiques en Suisse et au Liechtenstein. Les paiements internationaux peuvent nécessiter des informations supplémentaires et une compatibilité avec les normes internationales, ce qui limite l'utilisation de la QR-facture pour les transactions transfrontalières.

## Historique
En 2016, SIX Group lance une initiative d’harmonisation du trafic des paiements en introduisant la norme ISO 20022. Cette migration technique fut achevée par les banques en décembre 2017, entraînant la disparition progressive des formats nationaux comme DTA au profit du standard pain.001.
Le 15 novembre 2018, SIX annonce officiellement la QR-facture, présentée comme un nouveau standard à partir du 30 juin 2020, remplaçant progressivement les anciens bulletins jusqu'au 30 septembre 2022.
À partir du 1er octobre 2022, seuls la QR-facture et eBill restent acceptés par les institutions financières suisses.